# Monarchia lipcowa

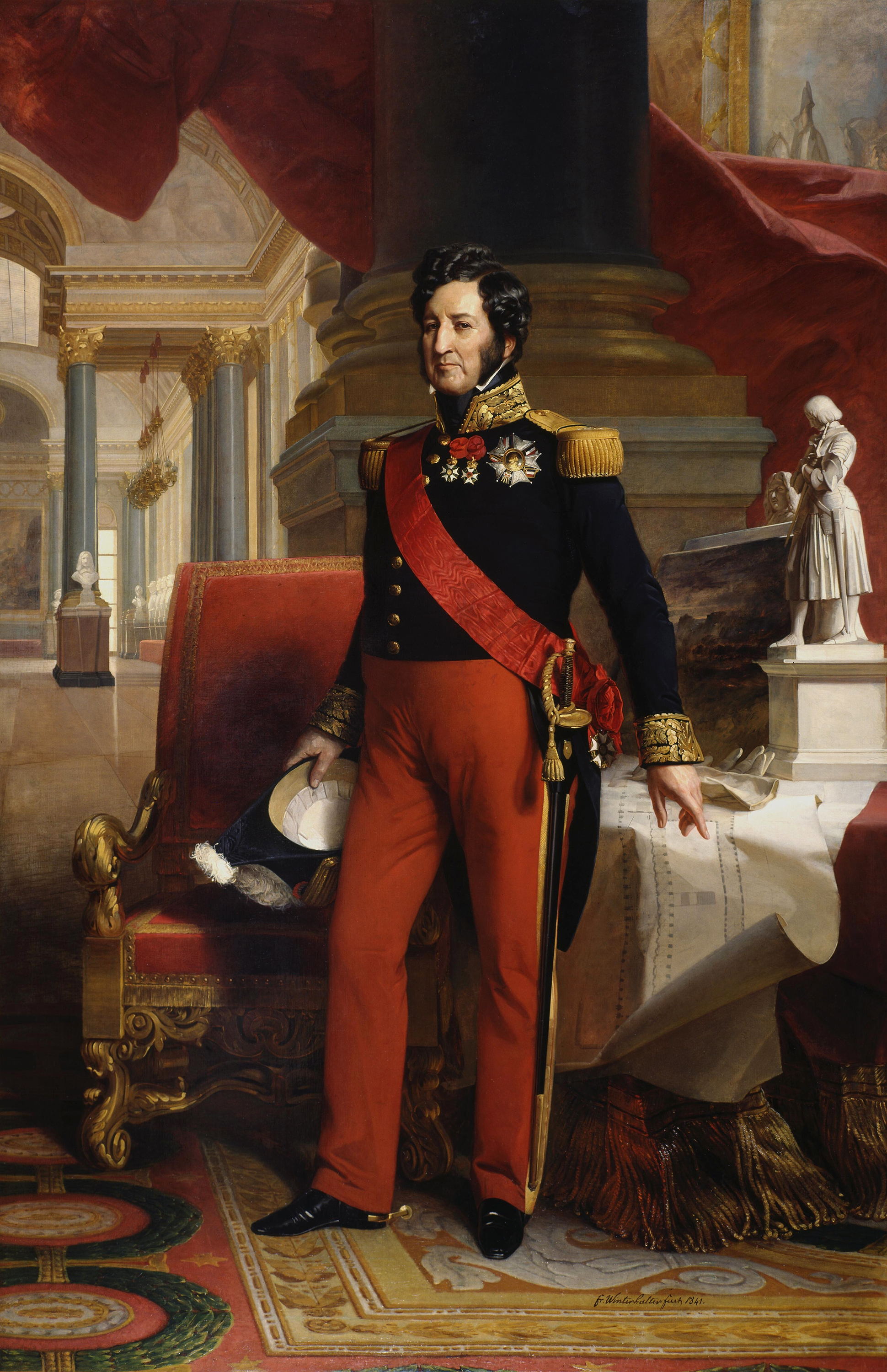
Ludwik Filip I – król Francuzów

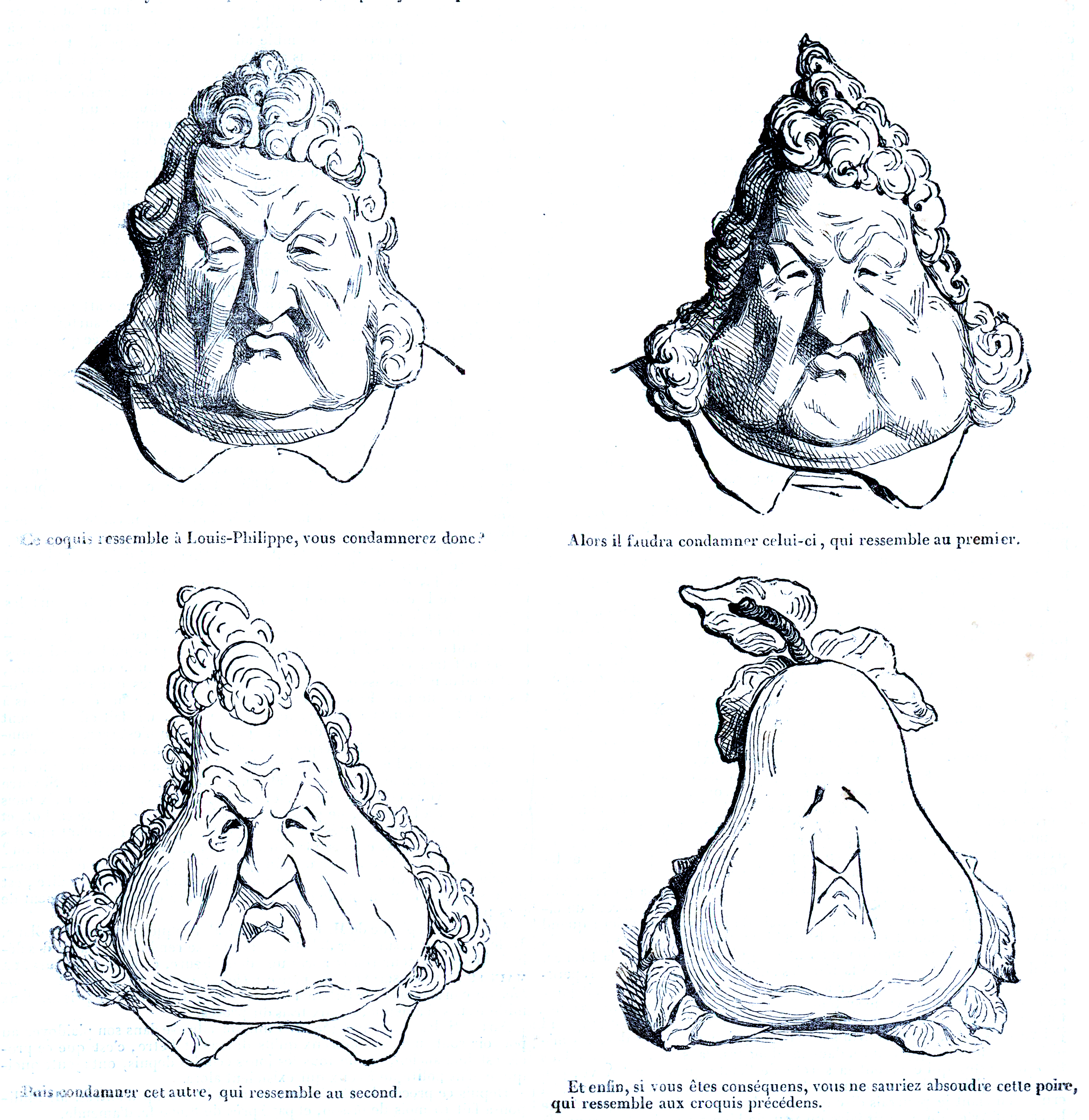
Ludwik Filip zamieniający się w gruszkę, karykatura Honoré Daumiera z 1831 roku

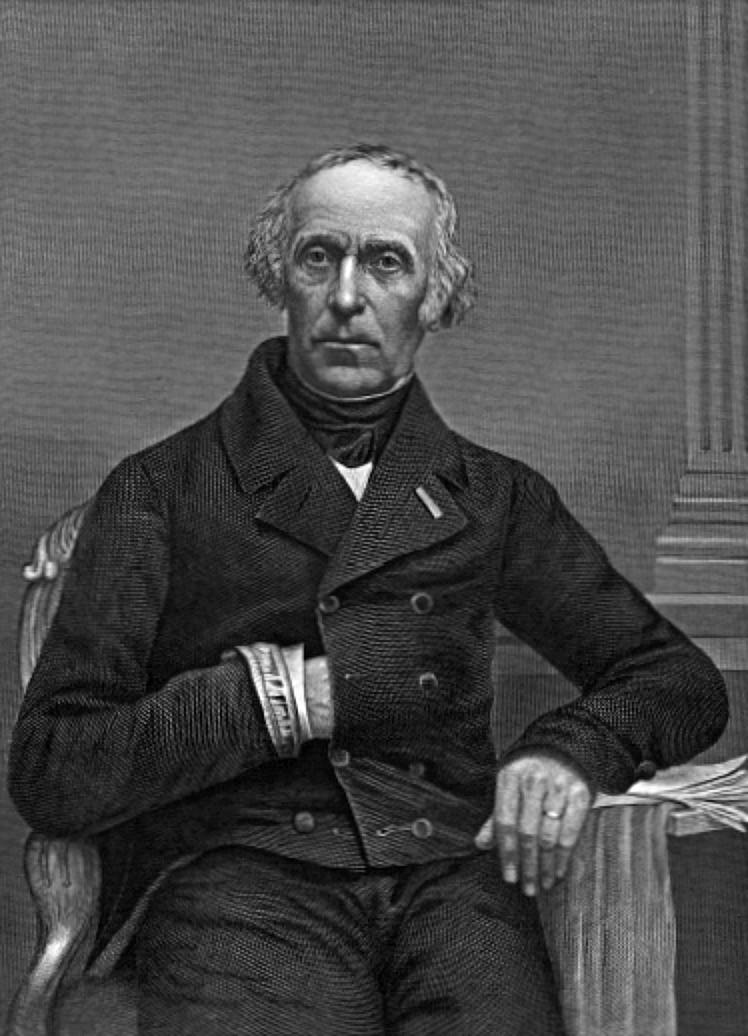
François Guizot

Monarchia lipcowa – rozpowszechnione określenie rządów konstytucyjnych we Francji, pod berłem króla Ludwika Filipa I. Okres ten rozpoczął się oficjalnie koronacją Ludwika Filipa I na króla Francuzów po obaleniu restauracji Burbonów przez rewolucję lipcową, natomiast zakończyła go rewolucja lutowa w 1848.
Okres ten był dla Francji czasem przekształceń we wszystkich zasadniczych dziedzinach życia społecznego – formowania się parlamentaryzmu i współczesnych partii politycznych, rozwoju nowoczesnego kapitalizmu i zmian w gospodarce, jak i przemian kulturalnych (romantyzm). Z jednej strony czas ten charakteryzował się wysokim wzrostem gospodarczym (poza kilkuletnimi kryzysami), z drugiej strony wykształcił niespotykane dotąd nierówności społeczne, które, z powodu ostentacyjnie nieegalitarnej polityki rządowej stały się w końcu przyczyną upadku monarchii. Ów dualizm najlepiej oddają dwa przydomki nadane Ludwikowi Filipowi – „Król Bankierów” oraz „Król Barykad”.

## Początki

### Rewizja karty konstytucyjnej
Po rewolucji lipcowej, w czasie której większość walczących na barykadach domagała się proklamowania republiki, stało się jasne, że dalsze utrzymywanie reżimu absolutystycznego jest niemożliwe. Wówczas część mniej radykalnie nastawionych liberałów, na czele z Thiersem i Laffitte’em przyczyniła się do wyniesienia na tron Ludwika Filipa z linii Burbonów orleańskich, który miał zostać królem za cenę rezygnacji z szeregu wcześniejszych uprawnień monarszych. 7 sierpnia 1830 dokonano rewizji karty konstytucyjnej, usuwając z niego stwierdzenia o nawiązaniach do ancien regime’u oraz zmodyfikowano stwierdzenie o znaczeniu karty – przestała być ona ustępstwem ze strony króla, a została układem między narodem a monarchą. Zmieniono tytulaturę, zastępując króla Francji i Nawarry królem Francuzów, symbolikę (lilie i biały sztandar zastąpiła trójkolorowa flaga rewolucji francuskiej), zrezygnowano z afirmowania boskości władcy oraz z podkreślania szczególnego znaczenia katolicyzmu (który z „religii panującej” stał się „religią większości”). Przywrócono też Gwardię Narodową i obniżono progi wiekowe dla czynnego i biernego prawa wyborczego. Poszerzone zostały kompetencje Izby Deputowanych, która miała odtąd sama obierać swojego przewodniczącego i otrzymała inicjatywę ustawodawczą, złagodzono cenzus majątkowy z 300 do 200 franków rocznego podatku dla czynnego prawa wyborczego oraz do 500 franków dla biernego. W ten sposób liczba wyborców została podwojona; jeden Francuz na 169 mógł uczestniczyć w wyborach. 9 sierpnia Ludwik Filip złożył przysięgę na zrewidowaną kartę i został koronowany na króla. 11 sierpnia zatwierdził nowy rząd, którego szefem został Jacques Laffitte, zaś na stanowiskach ministerialnych znaleźli się czołowi opozycjoniści czasów Karola X – Wiktor de Broglie, Casimir Périer oraz François Guizot.

### Uspokajanie sytuacji społecznej
Mimo pokojowego przebiegu samej rewolucji lipcowej, kraj nadal wstrząsany był niepokojami. Zdecydowane wsparcie Kościoła katolickiego za czasów Karola X wywołało falę rozruchów antyklerykalnych, w czasie których zdemolowano paryski kościół Saint Germain de l'Auxerrois i pałac arcybiskupi. Republikańskie gazety „La Tribune” i „La Révolution” podsycały antymonarchistyczne nastroje. Pod siedzibą królewską regularnie pojawiały się grupy paryżan, domagających się od Ludwika Filipa potwierdzania swojej orientacji politycznej poprzez publiczne śpiewanie Marsylianki, co Ludwik Filip cierpliwie powtarzał. Władca zrobił zresztą wiele, by podtrzymać swój wizerunek Króla-Obywatela. Chętnie pojawiał się na ulicach Paryża z parasolem, w skromnym płaszczu i cylindrze, w stroju przypominającym ubiór przeciętnego mieszczanina, serdecznie witając się z każdym, kto go rozpoznał. Mimo tego dużą popularnością cieszyły się tajne stowarzyszenia republikańskie, do których wstępowali inteligenci, studenci oraz drobnomieszczanie; udział robotników był na razie niewielki. Wszyscy ci ludzie uważali panujący układ społeczny za niesprawiedliwy, jako że zasadniczy wpływ na kierunek polityki francuskiej miała wielka burżuazja, a zatem grupa, która w rewolucji lipcowej nie brała czynnego udziału. W celu uspokojenia nastrojów Ludwik Filip wycofał również stary rozkaz ścigania byłych członków, zgodził się na pokazowy proces czterech szczególnie niepopularnych ministrów czasów Karola X – Polignaca, Peyronneta, Guernona-Ranvillego oraz Chantelauzego – lecz nie dopuścił do oczekiwanego skazania ich na karę śmierci (skończyło się na dożywociu, a wieść o tym wywołała wzburzenie wśród paryżan). W opozycji do rządu znaleźli się również rojaliści – zwolennicy rządów starszej linii Burbonów oraz bonapartyści. Grupy te jednak odgrywały dalece mniejszą rolę.

### Gabinet Laffitte’a

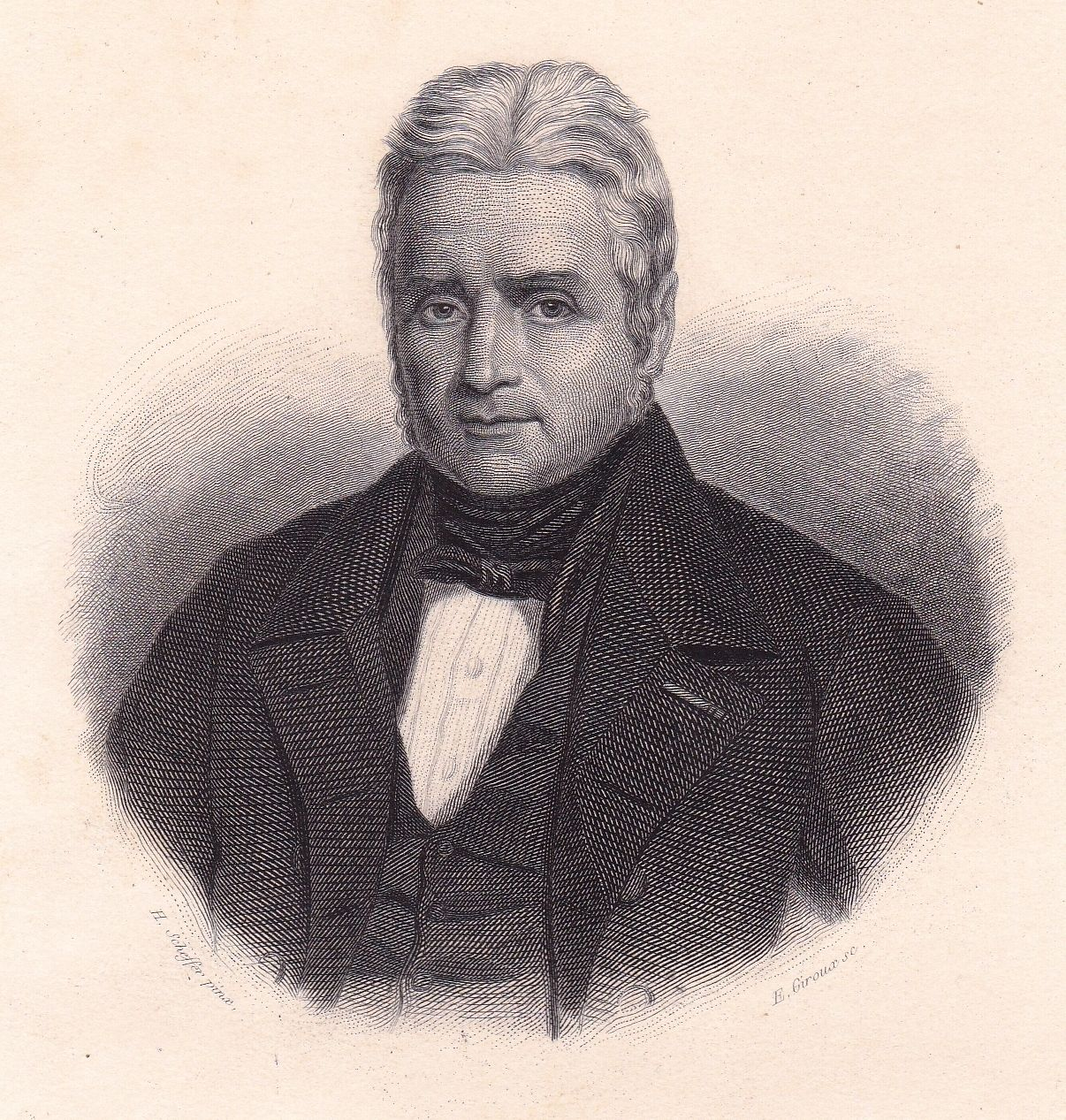
Jacques Laffitte

Pierwszy rząd czasów monarchii lipcowej miał składać się z dawnych opozycjonistów czasów restauracji i stanowić dowód na liberalne oblicze monarchii. Szybko jednak w jego łonie doszło do poważnych sporów między grupą tzw. doktrynerów (Guizot i de Broglie) a zwolennikami liberalizmu gospodarczego na czele z bankierem Laffitte’em. Ludwik Filip poparł w sporze tych drugich; Laffitte uczynił swoimi najbliższymi współpracownikami znane twarze ruchu antyburbońskiego: Adolphe Thiersa (jako podsekretarza finansów), Duponta de l’Eure’a, byłego żyrondystę (jako ministra sprawiedliwości) oraz generałów Gerarda i Sebastianiego (odpowiednio ministrowie wojny i marynarki wojennej). Ci ostatni zresztą rychło opuścili swoje stanowiska, a cały gabinet kilkakrotnie podlegał dekompozycji, zanim upadł 8 marca 1831. Król zdecydował się na zmianę frontu i powołał na stanowisko nowego premiera zdecydowanego konserwatystę Casimira Périera.
Czasy Laffitte’a był to przede wszystkim okres czystki w aparacie administracyjnym, z którego usunięto zwolenników Karola X. François Guizot na osobiste polecenie Ludwika Filipa nadzorował wymianę prefektów i podprefektów w departamentach. Podobne zmiany przeprowadził Dupont de l’Eure w wymiarze sprawiedliwości.

### Gabinet Périera

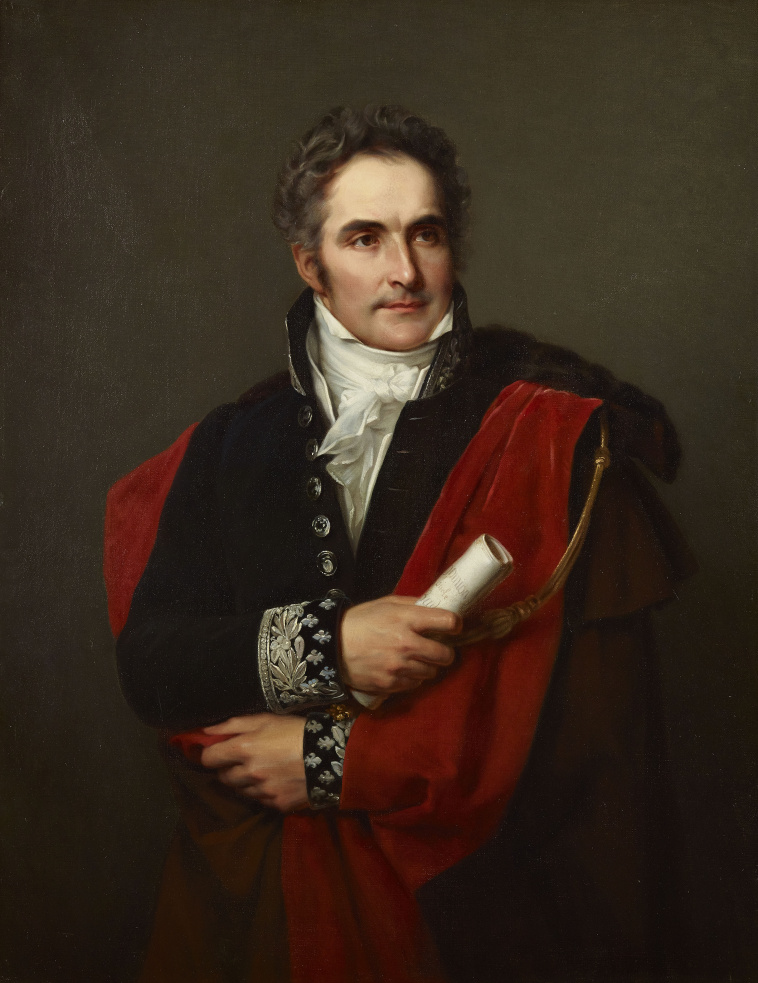
Casimir Périer

Nowy rząd przejmował władzę pod hasłem „Bezpieczeństwa i spokoju”. Casimir Pierre Périer, potomek statecznej rodziny bankierów, oparł się na zdecydowanych konserwatystach, sam piastując stanowisko premiera i ministra spraw wewnętrznych. Otrzymał przydomek „twardego człowieka reżimu”. Mimo pewnych ustępstw w zakresie prawa wyborczego, jak się okazało ostatnich w czasach monarchii lipcowej, rząd ten zdecydowanie sprzeciwiał się niwelowaniu różnic społecznych, promując rozwój gospodarczy kraju nie zważając na niesprawiedliwą redystrybucję dóbr. Périer wsławił się zdecydowaną pacyfikacją powstania tkaczy liońskich w 1831 oraz zamieszek w Paryżu w październiku 1831. W 1832, w czasie wielkiej epidemii cholery w Paryżu, która przyniosła śmierć 18 tys. paryżan, głównie z najbiedniejszych dzielnic centralnych, premier odwiedzał chorych leżących w Hôtel-Dieu i zaraził się, po czym zmarł pod koniec maja, po dwumiesięcznej chorobie. W miesiąc po jego śmierci Paryżem wstrząsnęły największe do tej pory republikańskie zamieszki, brutalnie stłumione przez wojsko i Gwardię Narodową.
W czasie rządów Périera, mimo rozwiania się nadziei na egalitarny system rządów, poparcie dla Ludwika Filipa nadal sytuowało się na dość wysokim poziomie. Podróż króla po prowincji była wielkim sukcesem władcy, który był witany entuzjastycznie.

### Walka „Ruchu” z „Oporem”
W czasie funkcjonowania dwóch pierwszych gabinetów Izba Deputowanych była areną ostrych dyskusji, których stawką był faktyczny kształt polityki monarchii lipcowej. Zwłaszcza od czasu zaprzysiężenia rządu Périera, który w odróżnieniu od Laffitte’a miał jasną i konkretną wizję rządów i wolę realizacji swoich idei, parlament stał się areną ożywionych debat między stronnictwem Ruchu i Oporu. Pierwsza grupa skupiała umiarkowanych zwolenników reform, republikanów oraz zwolenników aktywnej polityki międzynarodowej i wspierania ruchów rewolucyjnych w Europie. Druga składała się ze zdeklarowanych konserwatystów, opowiadających się za utrzymywaniem pokoju jako podstawy polityki zagranicznej. Mimo początkowej przewagi Ruchu, niespokojna sytuacja w Paryżu sprawiła, że poparcie królewskie, a tym samym przewaga przeszła zdecydowanie w ręce Oporu (król w 1831 rozwiązał zbyt radykalne jego zdaniem zgromadzenie). Jego symbolem był początkowo Périer, a następnie, już do końca monarchii lipcowej, Guizot.

## Względna stabilizacja

### Pierwszy gabinet Soulta

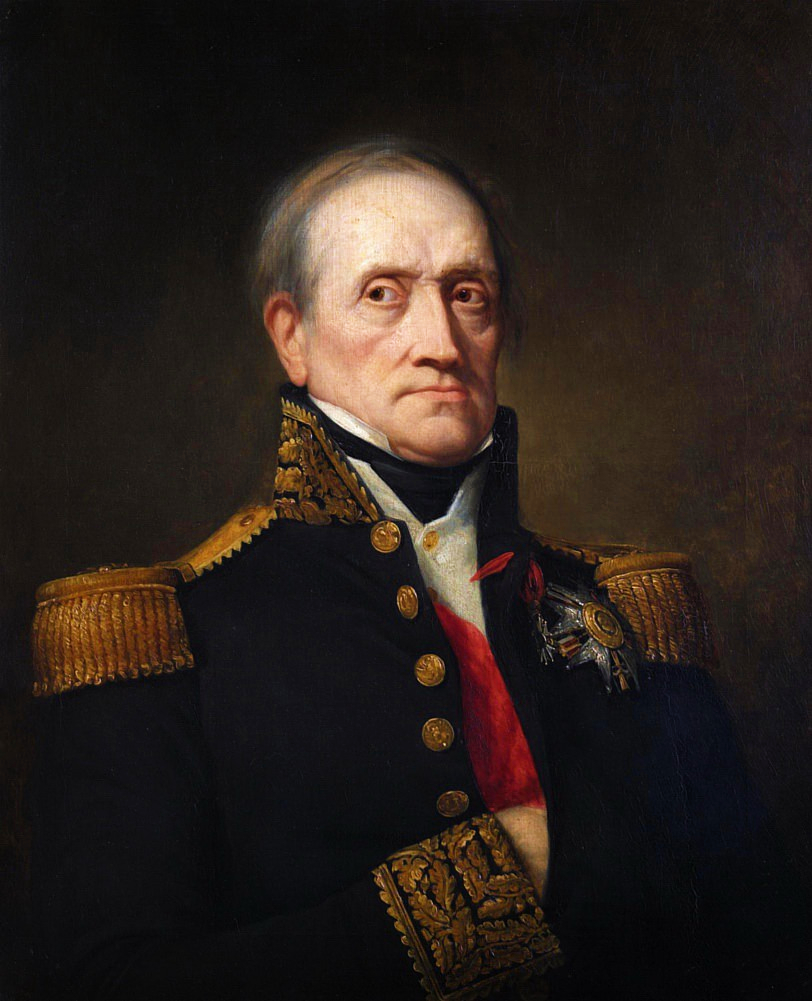
Nicolas Jean Soult

W październiku 1832 Ludwik Filip powierzył misję formowania nowego rządu znanemu marszałkowi napoleońskiemu Soultowi, wsławionemu przed kilkoma laty likwidacją powstania tkaczy liońskich. Soult starał się kontynuować politykę Périera, stąd on i jego najbliżsi współpracownicy de Broglie i Guizot byli przez gazety republikańskie nazywani „Périerem w trzech osobach”. W polityce wewnętrznej istotnym sukcesem rządu było pokonanie opozycji monarchistycznej, czego ostatnim akordem było aresztowanie w Nantes księżnej de Berry, inspiratorki nieudanej rebelii w Wandei. W końcu tego roku Ludwik Filip odbył kolejną podróż po prowincji, która przekonała go, że mimo wątłego poparcia, jakim cieszył się w Paryżu, wśród mieszkańców pozostałych departamentów nadal cieszył się dużym autorytetem.
Rząd Soulta starał się zresztą zatrzeć złe wrażenie, jakie pozostało po stłumieniu powstania czerwcowego, organizując w departamencie paryskim szereg robót publicznych dla zmniejszenia bezrobocia. Bezskutecznie, bowiem Paryż pozostawał beczką prochu, w której półoficjalnie działało przynajmniej kilkanaście republikańskich stowarzyszeń, zakamuflowanych jako stowarzyszenia studenckie lub dobrowolne grupy walki z analfabetyzmem Guizot, minister oświaty publicznej i kultów, stworzył projekt przyjętej następnie ustawy o nauczaniu powszechnym i otwarciu chociaż jednej szkoły w każdej francuskiej gminie. W atmosferze względnych sukcesów tym większym zaskoczeniem był upadek gabinetu w początku kwietnia 1834, kiedy Izba Deputowanych wypowiedziała się negatywnie o prowadzonej polityce zagranicznej, zwłaszcza projektowanym traktacie ze Stanami Zjednoczonymi.

### Powstania w Paryżu i Lyonie

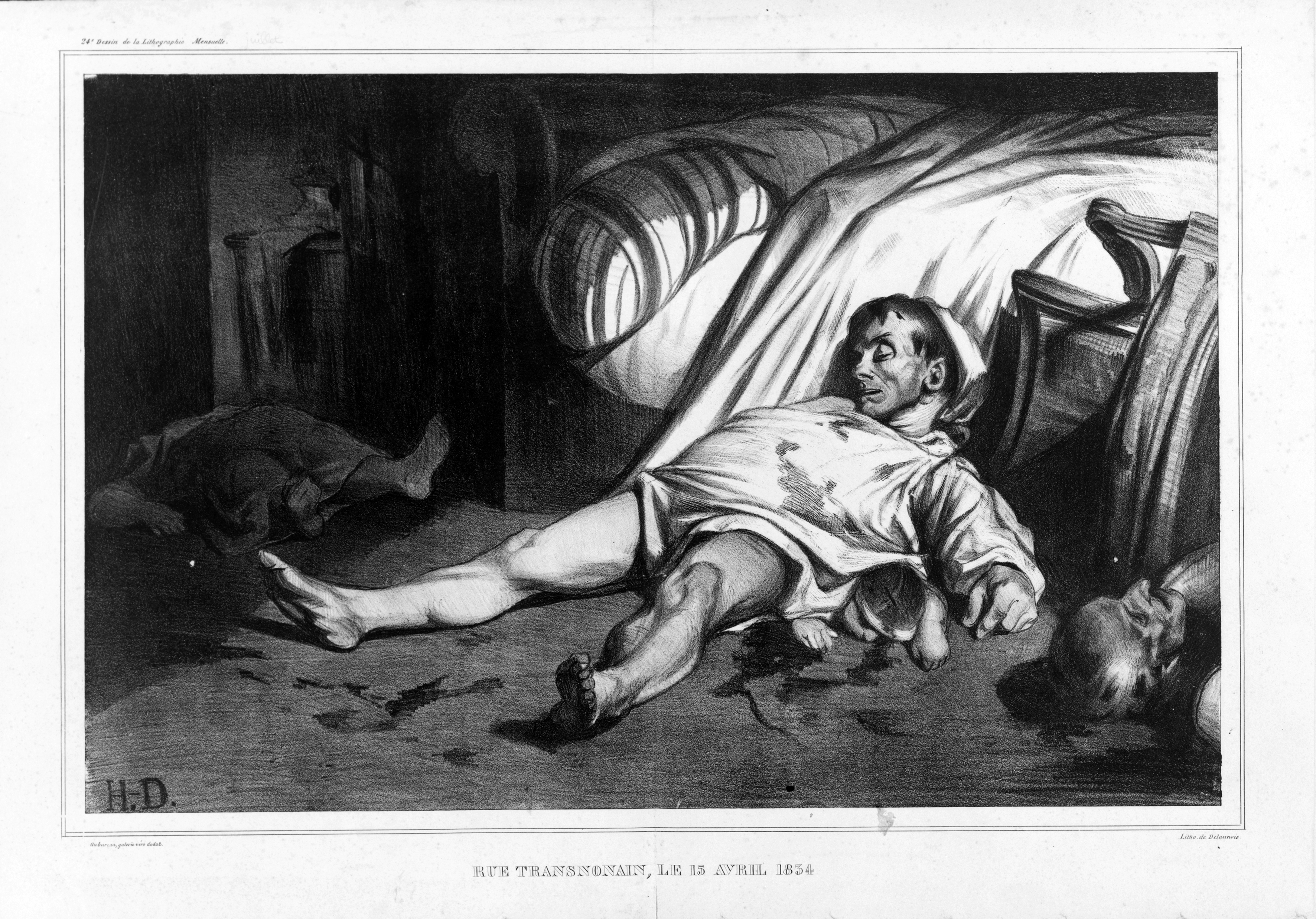
Masakra na ulicy Transnonain

Rekonstrukcję gabinetu powierzono początkowo Adolfowi Thiersowi, ministrowi spraw wewnętrznych. Już w pierwszych dniach urzędowania zdołał on przeforsować ustawę ograniczającą wolność zgromadzeń i zabraniającą tworzenia stowarzyszeń nie posiadających pełnego rządowego zatwierdzenia programu i sposobu działania pod karą grzywny lub dwóch lat więzienia, w zależności od rangi przewinienia. W dniu przegłosowania ustawy w Izbie Parów, 9 kwietnia, wybuchło w Lyonie drugie powstanie, które stłumiono podobnie krwawo, jak i pierwsze. Równie bezwzględnie Thiers obszedł się ze spontaniczną, w dużej mierze nieprzygotowaną rebelią w Paryżu, gdzie wojska generała Bugeaud w starciach ze słabo uzbrojonymi republikanami dokonały masakry nie tylko obrońców barykad, ale i cywilów w kamienicy przy Transnonain 12. Wydarzenie to uwiecznił na litografii Honoré Daumier. W rezultacie zamieszek aresztowano 2 tys. osób i zwiększono armię do 360 tys. żołnierzy. Ku powszechnemu zdumieniu rząd marszałka Gérarda, powołany w lipcu, wystąpił jednak o amnestię dla podejrzanych o udział w walkach. Wówczas Ludwik Filip rozpisał nowe wybory.

### Kryzys ministerialny
Nowe wybory przyniosły zdecydowane zwycięstwo obozowi umiarkowanych konserwatystów, którzy zajęli 310 z 460 możliwych mandatów, 120 przypadło „opozycji dynastycznej” (zwolennikom reform, ale nie republiki), 30 – legitymistom. Mimo tej pozornie korzystnej sytuacji wewnętrzne zróżnicowanie poglądowe istniejących stronnictw nie pozwoliło przez dłuższy czas na sformowanie rządu; kryzys trwał łącznie cztery miesiące, w czasie których wypróbowywane były różne konfiguracje. 10 października Ludwik Filip zaryzykował nawet oddanie teki premiera kojarzonemu z legitymistami księciu Bassano, jednak histeryczna reakcja prasy na tę nominację skłoniła go do zmiany zdania po zaledwie trzech dniach. Kolejnym premierem został marszałek Édouard Mortier, który jednak nie wykazał dyplomatycznych talentów Soulta i w lutym 1835 odszedł, oficjalnie z powodów zdrowotnych, skompromitowany nieumiejętnością zorganizowania z dawna oczekiwanego procesu republikanów – uczestników powstania 1834.

## Zwrot ku parlamentaryzmowi

### Rząd de Broglie’a
Parlamentarzyści, niezadowoleni z regularnych interwencji Ludwika Filipa w życie Izby Deputowanych, wybrali przewodniczącym Izby księcia Achillesa de Broglie’a, anglofila, niezgadzającego się z monarchią w wielu istotnych kwestiach polityki wewnętrznej. Mimo wyraźnej niechęci Ludwika Filipa wobec wskazanego polityka był on w końcu zmuszony powierzyć mu formowanie rządu, po tym, gdy to zadanie okazało się kolejno za trudne dla Sebastianiego, Molégo, Dupina, po raz drugi Soulta oraz Gérarda. Nowy gabinet pod wieloma względami stanowił powrót do porządków z czasów Périera – oparł się na analogicznych podstawach ideowych i składał się z tych samych ludzi. Powrócił „triumwirat” de Broglie – Guizot – Thiers, co dało rządowi wysokie poparcie w początkowej fazie istnienia, pozwoliło nawet na przegłosowanie traktatu ze Stanami Zjednoczonymi, co niegdyś stało się przyczyną odejścia de Broglie’a z ministerstwa spraw zagranicznych. Czasowo przekazując tekę premiera w ręce nielubianego polityka Ludwik Filip liczył na zyskanie na czasie i na to, że de Broglie sam się czymś skompromituje i będzie musiał na dobre odejść ze sceny politycznej. Wbrew tym oczekiwaniom gabinet utrzymał się do marca 1836 i jako pierwszy rząd czasów monarchii lipcowej upadł w sposób typowy dla systemu parlamentarnego – po utracie większości w Izbie i braku porozumienia w dyskusji nad ustawą budżetową.

### Proces powstańców 1834
W maju 1835 opinię publiczną zdominował proces republikanów – uczestników powstania w kwietniu 1834. Z aresztowanych 2 tys. podejrzanych postawiono zarzuty 164. Oskarżeni wykorzystali proces jako okazję do popularyzowania swoich poglądów, również przed samym gmachem sądu młodzi republikanie głosili pochwałę rewolucji i oskarżali trybunał o stronniczość. Jeszcze przed ogłoszeniem wyroku grupa najważniejszych oskarżonych zdołał jednak uciec z więzienia Sainte-Pelagie. Z powodu utrudniania jego przebiegu przez oskarżonych oraz chęci skazania równocześnie uczestników walk w Paryżu i w Lyonie proces trwał do końca roku, zaś wyroki ogłaszano sukcesywnie w grudniu 1835 i styczniu 1836. Zadziwiły one łagodnością; nikt nie otrzymał kary śmierci, jedynie kilku najbardziej gorliwych aktywistów deportowano, reszta otrzymała po kilka lat więzienia. Po trzech miesiącach zresztą wszyscy skazani zostali objęci amnestią z okazji zaślubin syna królewskiego.

### Zamach Fieschiego i represje wobec opozycji

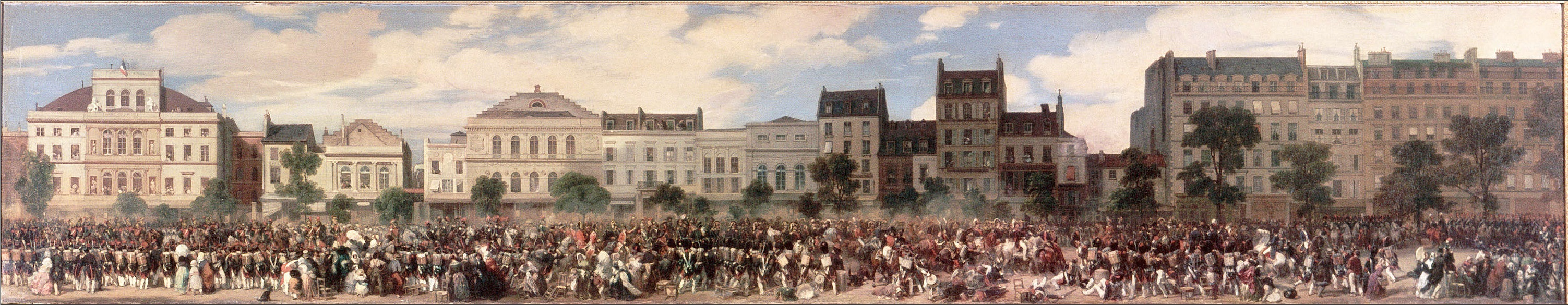
Zamach Fieschiego

28 lipca 1835 w czasie parady wojskowej, w której uczestniczył Ludwik Filip razem z dwoma synami, Giuseppe Fieschi usiłował zamordować króla przy użyciu machiny piekielnej – dwunastu karabinów złączonych w mechanizm umożliwiający równoczesny wystrzał. Według wspomnień księcia de Joinville, syna królewskiego, wiadomość o planowanym zamachu dotarła do ministerstwa spraw wewnętrznych, które otrzymało anonimowe doniesienie o „wybuchowej machinie” zlokalizowanej w Ambigu. Funkcjonariusze Thiersa nie zorientowali się jednak, że owo Ambigu to nie popularny teatr francuski, który przeszukano, nic nie znajdując, ale analogicznie nazwana opuszczona restauracja przy bulwarze, którym miał przejeżdżać król. Uprzedzony przez Thiersa o panujących wątpliwościach Ludwik Filip nie chciał jednak odwołać planowanej parady. Fieschi nie trafił jednak do swojego celu, zabijając 18 przypadkowych osób, w tym marszałka Mortiera, i raniąc 40. Organizator zamachu został ujęty, skazany na śmierć i zgilotynowany 19 lutego 1836.
Fatalnym zbiegiem okoliczności, podobno całkowicie niezamierzonym, w dzień po zamachu Fieschiego „La Tribune” wydrukowała tekst Armanda Carrela Trwa rewolucja demokratyczna, w którym autor podkreślał związek między Wielką Rewolucją Francuską a ruchami republikańskimi monarchii lipcowej i niedwuznacznie sugerował konieczność dokończenia dzieła tej pierwszej. Republikanie nie mieli nic wspólnego z działającym samotnie awanturnikiem Fieschim, jednak to oni najwięcej ucierpieli na represjach wprowadzonych wskutek zamachu: wprowadzone we wrześniu poprawki do prawa prasowego wprowadziły wysokie grzywny za szeroko pojmowaną obrazę majestatu oraz pochwałę alternatywnych form ustrojowych. Kary te zrujnowały większość opozycyjnych dzienników, przestały wychodzić „La Tribune” oraz „Le Réformateur”, a faktycznie jedyną legalną opozycyjną gazetą został umiarkowany „National”. Zaostrzono również kary za działalność antypaństwową, powiększono kompetencje policji i prokuratury w zakresie organizowania prowokacji i śledzenia osób podejrzanych.

### Pierwszy rząd Thiersa
Wykorzystując błahy w rzeczywistości kryzys związany z ustawą budżetową, Ludwik Filip pośpiesznie pozbył się nie tylko de Broglie’a, ale i Guizota, oddając rząd w ręce przywódcy tzw. Lewego Centrum Thiersa. Ten ostatni w wygłoszonym przed Izbą exposé zapowiedział porzucenie programu stronnictwa Oporu, lecz nie przedstawił żadnych konkretów programowych. Piastujący równocześnie tekę premiera i ministra spraw zagranicznych Thiers poniósł jednak szereg spektakularnych porażek: nie udało mu się doprowadzić do małżeństwa starszego syna Ludwika Filipa z austriacką arcyksiężniczką, nie przekonał Ludwika Filipa do interwencji w Hiszpanii na rzecz regentki Marii Krystyny oraz usiłował dokonać zbyt radykalnych przetasowań w sojuszach Francji z Anglią. Dodatkową kompromitacją rządu, tym razem w zakresie polityki wewnętrznej, był kolejny zamach na życie króla, przeprowadzony przez byłego sierżanta Alibauda, który zadał kłam tezie Thiersa o ostatecznym zdławieniu nielegalnych radykalnych organizacji (choć zamachowcowi nie udowodniono związków z żadnym tajnym stowarzyszeniem). Niedoszły morderca zginął na gilotynie 11 lipca 1836. Kilka dni wcześniej oficjalnie upadł rząd.

### Pierwszy rząd Molégo

Louis Molé

Nowym premierem został hrabia Louis Molé, człowiek znikąd, niezwiązany z żadnym stronnictwem czasów rewolucji lipcowej, nieuczestniczący we wcześniejszej polityce, za to wyraźnie faworyzowany przez Ludwika Filipa, który już za czasów de Broglie’a promował jego kandydaturę na fotel przewodniczącego Izby Deputowanych. Nowy premier nieoczekiwanie przywrócił do rządu Guizota oraz innych, mniej znanych „doktrynerów”, jednak w celu pozyskania przychylności opinii publicznej przeprowadził szereg reform w duchu humanitarnym: poprawił warunki we francuskich więzieniach i uzyskał u króla łaskę dla 52 więźniów politycznych (zarówno legitymistów, jak i republikanów). Podobnie jednak jak jego poprzednik, Molé nie docenił opozycji, tym razem bonapartystowskiej, i został całkowicie zaskoczony przez próbę zamachu stanu dokonaną przez Ludwika Napoleon Bonapartego. Brak poparcia społecznego w większym stopniu niż akcja rządowa uniemożliwiła Bonapartemu przejęcie władzy; książę został aresztowany ku wielkiej konsternacji rządu, który, nie wiedząc, co właściwie z nim zrobić, nakazał mu w końcu wyjazd do Stanów Zjednoczonych w listopadzie 1837. Uniewinniono również większość wspólników Bonapartego. Łaskawy dla bonapartystów, Molé w styczniu 1837 przedłożył w Izbie projekt zwiększenia kompetencji wojska w razie nowego powstania zbrojnego, w tym zasadę stawiania wszystkich uczestników walk przed sądem wojskowym. Pomysł ten jednak nieoczekiwanie przepadł dwoma głosami, 211 do 209.

### Drugi rząd Molégo
Zgodnie z logiką systemu parlamentarnego po tym niepowodzeniu rząd powinien odejść. Ludwik Filip nie odwołał jednak Molégo z funkcji, a jedynie nakazał mu rekompozycję gabinetu. Przez półtora miesiąca hrabia starał się stworzyć nowy rząd, z którego odszedł skłócony z nim Guizot, za to pojawiło się kilku zdecydowanych konserwatystów, w tym autor odrzuconej ustawy ze stycznia Salvandy. Wyśmiewany przez prasę „gabinet lokajów”, który w niczym nie odważył się sprzeciwić królowi, utrzymał się jednak aż do marca 1839, mimo wrogości parlamentu. Ludwik Filip usiłował zresztą tę sytuacją zmienić, rozwiązując Izbę w 1837 i rozpisując nowe wybory, w których strona rządowa zebrała jednak tylko 220 mandatów z ogółu 459 deputowanych. 20 foteli zgarnęli legitymiści, 30 – republikanie. „Doktrynerom” przypadła analogiczna liczba miejsc, co uczyniło podstawowymi grupami opozycyjnymi Lewe Centrum (60 deputowanych) i opozycję dynastyczną (65). Opozycja zorganizowała się wokół Odilona Barrota, Thiersa i Guizota, który to sojusz opierał się jednak na nader kruchych podstawach. W styczniu 1839 Molé chciał rezygnować, Ludwik Filip odrzucił jednak jego dymisję. Po raz drugi rozwiązał parlament, jednak nowa konfiguracja sił wypadła jeszcze bardziej niekorzystnie. 240 deputowanych reprezentowało zjednoczoną opozycję, 199 – rząd, 20 było legitymistami. W marcu gabinet ostatecznie padł.

## Zwrot ku konserwatyzmowi

### Dalsze podziemne ruchy republikańskie

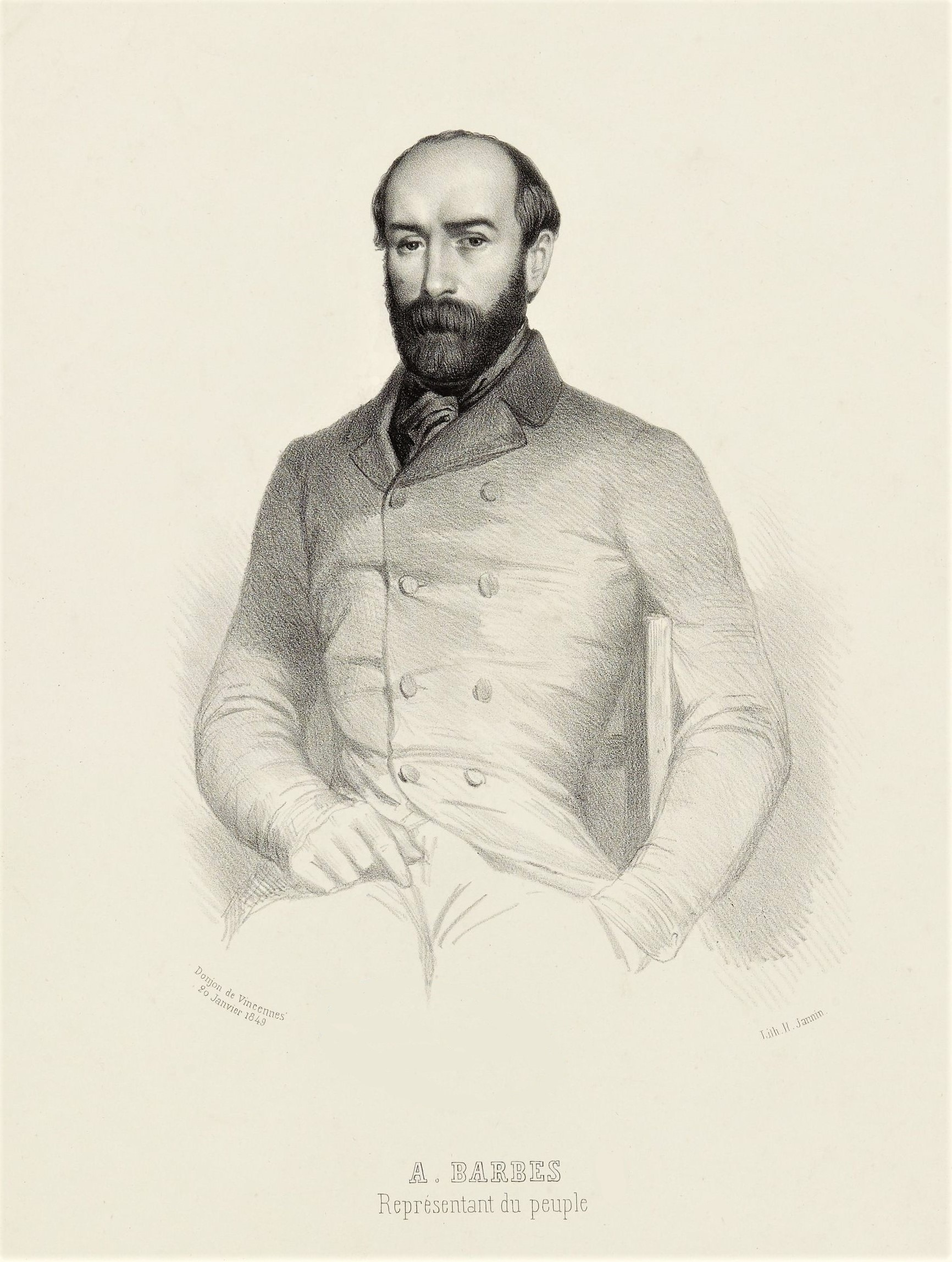
Armand Barbès, jeden z liderów podziemnego radykalnego republikanizmu

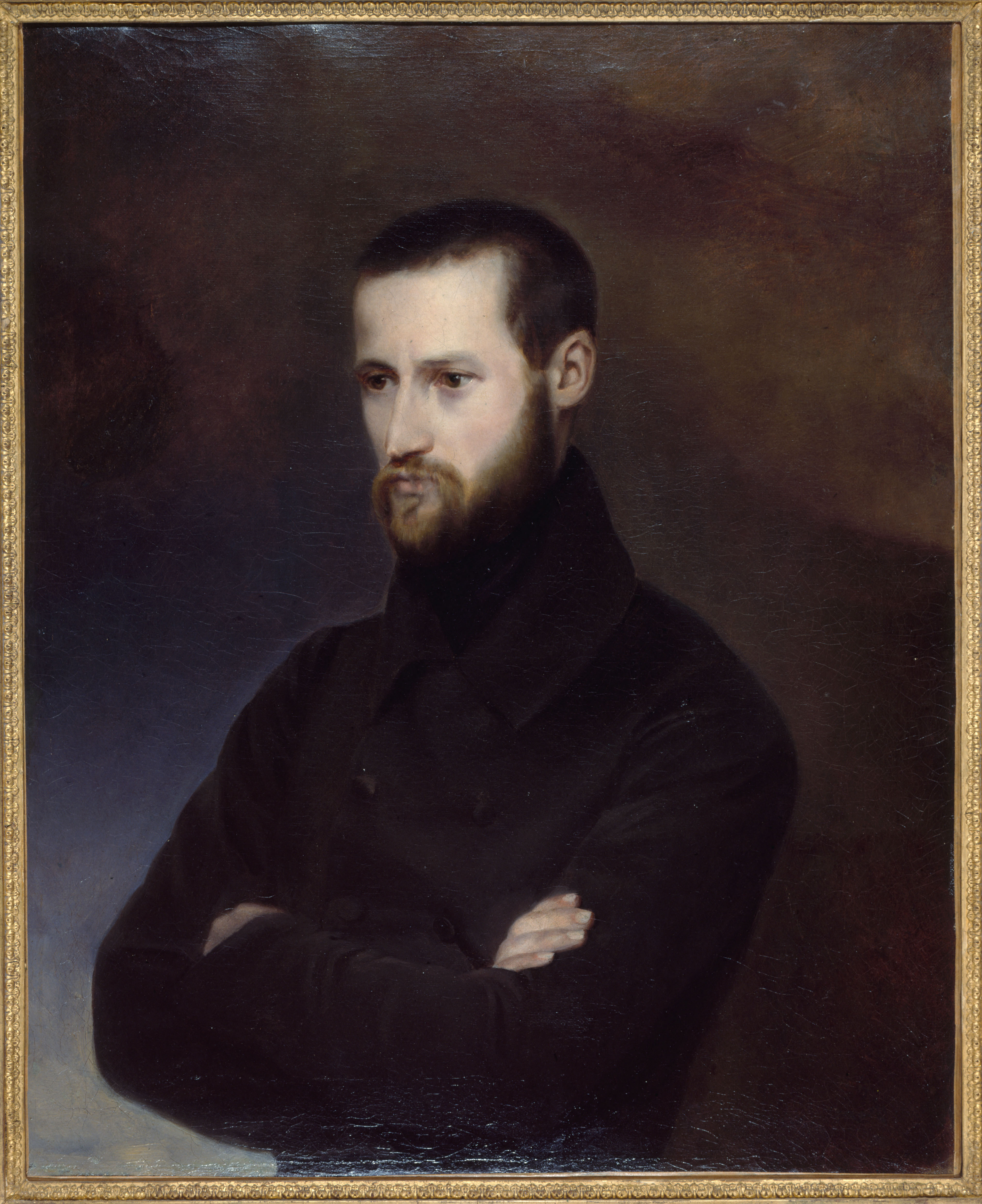
Blanqui

Restrykcyjne ustawy z 1835 zmusiły opozycję bardziej radykalną do całkowitego zejścia do podziemia, zaś niepowodzenia powstań z 1834 i 1834 wywołały w tym gronie ożywioną debatę nad perspektywami ruchu i właściwą taktyką. Wiodącą postacią republikanów był Louis Auguste Blanqui, autor koncepcji politycznej zwanej blankizmem, głoszącej zdobycie władzy przez niewielką garstkę zdecydowanych na wszystko rewolucjonistów, bez prowadzenia wcześniejszej akcji propagandowej wśród mas. Ignorując coraz wyższe zainteresowanie polityką wśród robotników francuskich, Blanqui nadal opierał się na systemie tajnych stowarzyszeń, scentralizowanych w Stowarzyszeniu Pór Roku. Ideowo reprezentował wczesny, nieskonkretyzowany komunizm, głosząc zniesienie własności prywatnej i całkowitą wspólnotę życia. Taktyka Blanquiego poniosła jednak zdecydowaną klęskę w powstaniu z maja 1839. Kolejna fala aresztowań teoretycznie zniszczyła dotychczasowe kierownictwo republikanów, lecz nie była w stanie zatrzymać błyskawicznego napływu nowych ochotników do uczestnictwa w tajnych stowarzyszeniach, przede wszystkim z kręgów robotniczych i studenckich. Fatalna sytuacja robotników francuskich sprawiała, że niezwykle chętnie czytali oni propagowane przez republikanów oraz radykalniejszych od nich socjalistów treści i uczestniczyli w podziemnych spotkaniach. W 1839 to robotnik Meunier przeprowadził nieudany zamach na Ludwika Filipa i został za to skazany na 10 lat więzienia.

### Drugi rząd Soulta
Ludwik Filip, coraz bardziej rozczarowany swoją spadającą popularnością, skłaniał się ku rozwiązaniom autorytarnym, zniechęcony całkowicie do kojarzącego mu się z bałaganem i nieskutecznością parlamentaryzmu. Coraz chętniej podkreślał rolę króla w panującym ustroju politycznym, zaś premierem ponownie uczynił po wydarzeniach maja 1839 marszałka Soulta. Marszałek, stary już i schorowany, nie radził sobie jednak z polityką wewnętrzną. Rząd wspierał rozwój przemysłu, lecz nie zwracał uwagi na narastające problemy społeczne, intensyfikując i tak już poważne napięcie; kolejny zamach na życie króla w lutym 1840 położył kres jego gabinetowi.

### Drugi rząd Thiersa

Odilon Barrot

Upadek rządu zmusił króla do oddania teki premiera w ręce czołowej twarzy opozycji, Thiersa, który z energią zabrał się do pracy, pragnąc cofnąć tendencje autorytarne w kraju i wrócić do względnie sprawnego parlamentaryzmu lat 30. z królem, który „panuje, ale nie rządzi”. Tym samym niemal natychmiast znalazł się w nowym konflikcie z Ludwikiem Filipem, chociaż w istocie rzeczy jego polityka społeczna i wewnętrzna nie była diametralnie odmienna: Thiers przepchnął przez Izbę dalsze ustawy o walce z tajnymi stowarzyszeniami i blokował pierwsze nieśmiałe projekty reformy wyborczej, która miałaby udostępnić prawo głosu większej liczbie Francuzów wobec faktu, że liczba głosujących wahała się w okolicach 1% społeczeństwa. Otwarcie wspierał interes burżuazji, nawet za cenę wzrostu napięć społecznych i powrócił do swoich projektów aktywnej polityki zagranicznej. Ta ostatnia kwestia po raz drugi stała się bezpośrednią przyczyną upadku gabinetu.

### Epoka Guizota

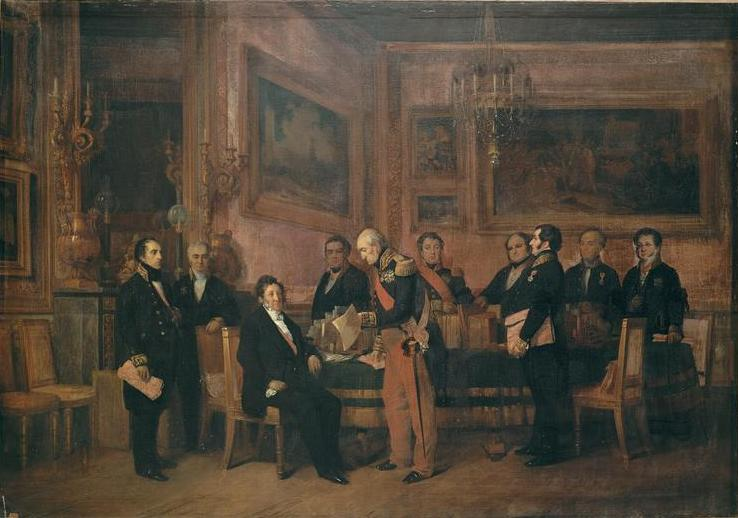
Rząd francuski w 1842

Ludwik Filip zastąpił niepewnego Thiersa pośpiesznie przywołanym z angielskiej ambasady Guizotem, początkowo jedynie jednym z ministrów w gabinecie formalnie kierowanym przez Soulta, a następnie pełnoprawnym premierem. Chociaż „rząd doktrynerów” planowany był jako rozwiązanie tymczasowe, Ludwik Filip odnalazł w Guizocie idealnego politycznego partnera – konserwatystę, przeciwnika wszelkich reform, a zarazem inteligentnego pochlebcę. Nowe wybory przyniosły zwolennikom monarchii różnych odcieni bezpieczną większość w Izbie i zapewniły Guizotowi bezpieczne pole manewru, zaś początkowe niezłe poparcie zapewniły sukcesy na polu kolonialnego podboju Afryki Północnej oraz dobra koniunktura ekonomiczna. Wzrost gospodarczy nie przełożył się jednak na poprawę warunków życia większości społeczeństwa, przyczyniając się do popularności radykalnej prasy, wydawanej oczywiście nielegalnie. Francja stała się nieformalnym centrum europejskiego rodzącego się socjalizmu. Mimo tego rząd pozostawał absolutnie obojętny na rosnące w siłę strajki, protesty i manifestacje. Niepopularność reżimu zwiększały kolejne skandale z udziałem wysoko postawionych urzędników państwowych, kryzys gospodarczy, jaki przyszedł po epoce dobrej koniunktury, oraz brak poszanowania nawet dla tych nielicznych praw pracowniczych, które przeszły przez parlament. Guizot otwarcie podkreślał, że jego zdaniem władzę powinni sprawować najbogatsi i de facto taka właśnie sytuacja miała miejsce w czasie jego rządów.

### Kampania bankietowa
Wobec zakazu zgromadzeń i organizowania się opozycja republikańska postanowiła działać, organizując kampanię publicznych bankietów, w czasie których znani politycy republikańscy wygłaszali przemówienia nt. reformy prawa wyborczego oraz zbierali podpisy pod petycją w tej sprawie. Mimo niewielkiego w istocie radykalizmu kampanii (o wiele odważniejsze treści głosili blankiści), Guizot zdecydowanie sprzeciwił się jej organizacji i po zapoznaniu się z treściami głoszonymi na bankietach początkowo poza Paryżem rozpoczął walkę z republikanami. Ich pierwszoplanową postacią był płomienny mówca Alexandre Ledru-Rollin, redaktor odrodzonej La Réforme, domagający się wyborów powszechnych – o wiele dalej idącej rewizji prawa wyborczego niż postulowane wcześniej obniżenia cenzusu. Większość innych organizatorów bankietów byłą jednak dalece mniej radykalna; ich celem było obalenie znienawidzonego Guizota i odsunięcie konserwatystów, lecz już nie zniesienie monarchii czy rewolucja społeczna.

## Upadek
Na 22 lutego 1848 r. planowany był kolejny wielki bankiet w robotniczej dzielnicy Saint Antoine, który w ostatniej chwili został odwołany przez rząd. Opozycja dynastyczna, która go współorganizowała, zrezygnowała z walki o jego przeprowadzenie, jednak republikanie z La Réforme, a przede wszystkim sami robotnicy nie zamierzali się poddawać. 22 lutego odbyły się pokojowe demonstracje i na razie bezkrwawe przepychanki z Gwardią Narodową, a także manifestacyjne wznoszenie pierwszych barykad. W nocy Gwardia Narodowa nieoczekiwanie ogłosiła przejście na stronę demonstrantów, zaś robotnicy z przedmieść paryskich wznieśli ponad setkę barykad, zmuszając Ludwika Filipa do zdymisjonowania Guizota. Nie udało się jednak zatrzymać lawiny kolejnych wydarzeń. Robotnicy i studenci organizowali kolejne manifestacje; w czasie jednej z nich na bulwarze Kapucynów, przed dawnym gmachem ministerstwa spraw zagranicznych z nieznanej strony padł strzał w stronę wojskowego kordonu. Ten dał salwę w stronę demonstrantów, zabijając 20 osób i raniąc 30. Ciała zabitych błyskawicznie położono na wozie, który okrążył Paryż – to ostatecznie skłoniło lud do powstania, tym razem już otwarcie antymonarchicznego. Wysiłki Thiersa w celu uspokojenia nastrojów nie przyniosły efektu; Ludwik Filip musiał abdykować.
Początkowo król oddał władzę swojemu dziesięcioletniemu wnukowi, mianując jego matkę regentką. Wybór ten mógł zostać zaakceptowany przez większość Izby, opartej na opozycji dynastycznej. Lud Paryża zdecydowanie jednak żądał republiki i taką decyzję wymusił na zgromadzeniu; gdy kandydatka na regentkę udała się z synem do Izby, pojawiła się też robotnicza deputacja i to pod jej naporem ustąpiła parlamentarna większość. Proklamowano Rząd Tymczasowy z romantycznym poetą Lamartine’em na czele. Nowy rząd odciął się jednak od radykalnie lewicowej ulicy, jako że w jego składzie znaleźli się jedynie umiarkowani republikanie: Lamartine, Ledru-Rollin, Dupont de l’Eure, Arago, Marrast, Garnier-Pagès, Marie i Cremieux; dopiero ponowna interwencja masowa doprowadziła do dokooptowania bardziej zdecydowanie lewicowych Blanca, Flocona, Etienne’a Arago oraz robotnika Alberta. Jednym z pierwszych rozporządzeń nowego rządu był zakaz niewolnictwa we francuskich posiadłościach zamorskich.

## Kultura i literatura
Francuzi wysoko cenią okres monarchii lipcowej przede wszystkim za wielki rozwój kulturalny. To w tym czasie zapoczątkowany został francuski romantyzm. W 1830 premiera „Hernaniego” Wiktora Hugo zrewolucjonizowała oblicze francuskiego teatru, doprowadzając do ostatecznego zerwania z przestarzałymi konwencjami klasycyzmu. Sławę zdobywali również Stendhal („Czerwone i czarne”, „Pustelnia parmeńska”), Alfred de Musset i Aleksander Dumas, autor powieści historyczno-przygodowych. Honoriusz Balzak rozpoczął pracę nad cyklem Komedia ludzka, w którym przedstawił niezwykle dokładny opis życia codziennego wszystkich klas społecznych monarchii lipcowej. W całej Europie Francja, a zwłaszcza Paryż, uważana była za kolebkę wolności, jedyne miejsce, gdzie możliwa była wolna wymiana poglądów na wszelkie tematy. Dlatego też wielu filozofów i myślicieli społecznych, nie mogąc swobodnie działać w swoich ojczyznach, przyjeżdżało właśnie tutaj, na ogół dołączając do różnych ruchów rewolucyjnych.